# Paphora miles
Paphora miles là một loài bọ cánh cứng trong họ Cerambycidae.